# Dr. Neuhaus

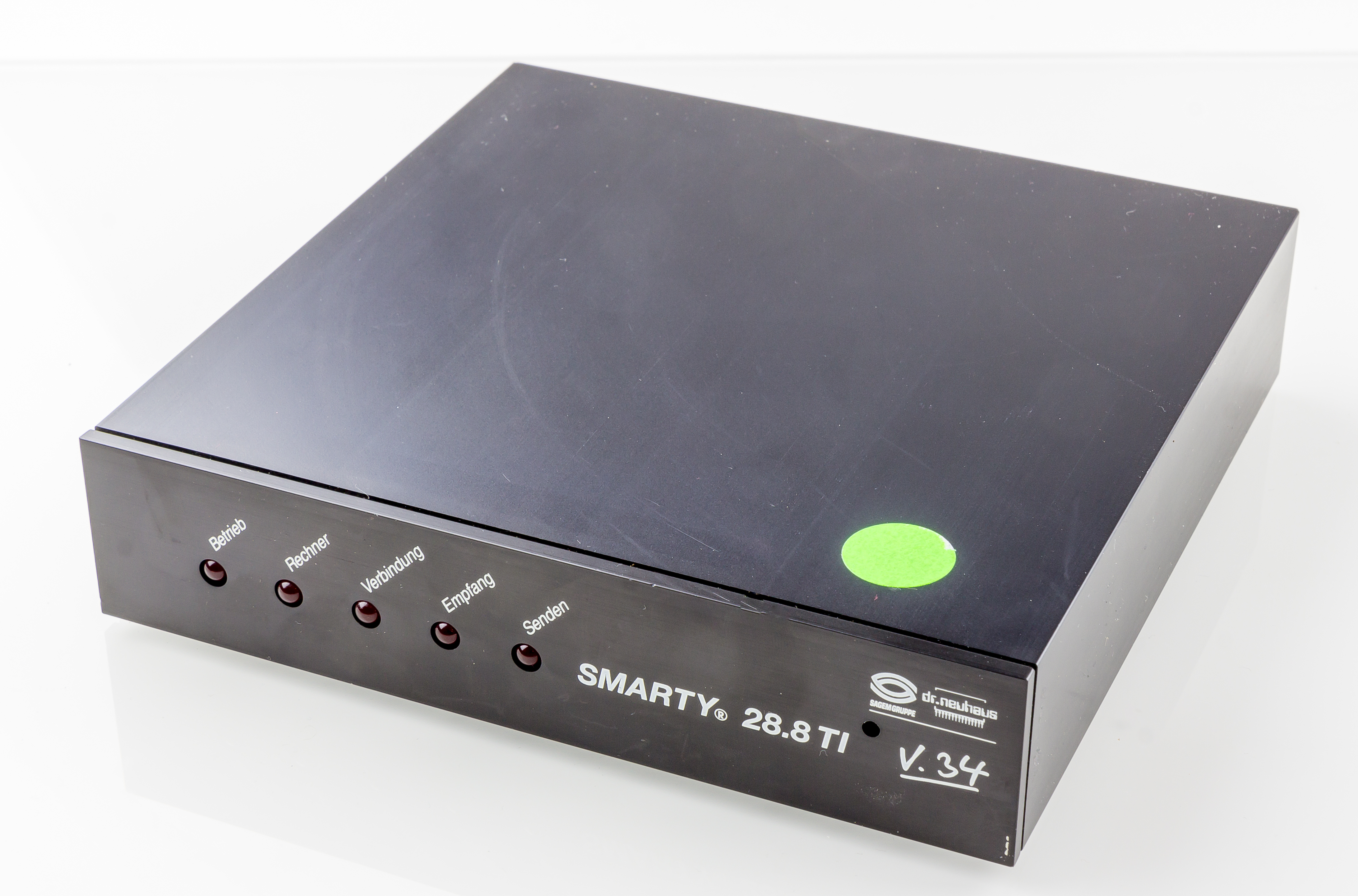
RS-232-Modem Smarty 28.8 TI von Dr. Neuhaus

Sagemcom Dr. Neuhaus ist ein in Hamburg ansässiges Unternehmen, das Digitalisierungslösungen für die Energiewirtschaft herstellt. Es hat seinen Ursprung im Bereich der Telekommunikation und stellte in den späten 1980er Jahren die ersten Modems mit FTZ-Zulassung her.

## Gründung
Gottfried Neuhaus gründete das Unternehmen 1979 in Hamburg als Ingenieurbüro, wobei er sich zunächst auf die Herstellung und den Vertrieb von Industriesteuerungen spezialisierte.

## Weitere Entwicklung
Ab 1985 stieg das Unternehmen in die Herstellung von Telekommunikationsendgeräten ein, unter anderem in Zusammenarbeit mit dem von der Deutschen Bundespost bereitgestellten Datenübertragungsdienst Temex. Ein Meilenstein in der Unternehmensgeschichte war das 1988 vorgestellte Modem Fury, eines der ersten Modems für den privaten Onlinezugang, der sich zu dieser Zeit noch nicht auf das Internet bezog; vielmehr wurden zu dieser Zeit Verbindungen zu anderen Computern oder zu Mailboxnetzen wie z. B. dem FidoNet aufgebaut. 1992 folgte die Vorstellung eines der ersten Modems in Form einer Steckkarte für den PC namens FURY-Card.
Mit dem Fury 2400 gelang es dem Unternehmen, ein Modem im Taschenformat für den mobilen Einsatz herzustellen, das den Funktionsumfang eines herkömmlichen Modems besaß.
Deutschlandweit bekannt war das Unternehmen in den 1990er Jahren, als das World Wide Web in die privaten Haushalte einzog. Die in dieser Zeit bereits vorhandenen Modems des Unternehmens Dr. Neuhaus wurden zu einem großen Teil weiterverwendet, um Zugang zu dem neuen Medium zu erhalten. Auch die anderen, damals weniger bekannten Bereiche des Internets wie beispielsweise E-Mail, FTP oder Usenet konnten genutzt werden.
1994 stellte das Unternehmen die ersten Faxmodems her, die zur Übertragung der digitalen Daten die mobilen Kommunikationswege der deutschen D-Netze verwendeten.
Mit der abnehmenden Bedeutung von Modems für den Onlinezugang zog sich das Unternehmen aus diesem Geschäftsbereich zurück und spielt heute im Markt für Privatanwender praktisch keine Rolle mehr.

## Aktuelles
Seit 1994 gehört das Unternehmen zu Sagemcom, einem europäischen Hersteller für Kommunikationsendgeräte mit Sitz in Rueil-Malmaison, Frankreich. Sagemcom Dr. Neuhaus produziert an seinem Hauptsitz in Hamburg und dem Produktionsstandort in Rostock mit rund 100 Mitarbeitern Produkte unter anderem aus den Bereichen Smart-Metering, Zählerfernauslesung und M2M-Kommunikation. Im Zentrum der Tätigkeiten stehen intelligente Zähler (Smart Meter) sowie das beim BSI in der Zertifizierung befindliche Smart Meter Gateway. Das Tochterunternehmen Sagemcom Fröschl aus Walderbach bietet Softwarelösungen für die Smart Meter Gateway Administration sowie das Meter Data Management (MDM).